# Dovania inops
Dovania inops är en fjärilsart som beskrevs av Gehlen. 1951. Dovania inops ingår i släktet Dovania och familjen svärmare. Inga underarter finns listade i Catalogue of Life.